# 堀江道彦
堀江 道彦（ほりえ みちひこ、8月14日 - ）は日本の男性ナレーター、声優。
大阪府出身。身長 165cm。所属は、フリー。
以前は、ビー・グラッド（～2011年6月末日まで）に所属していた。

## 出演作品

### ナレーション

#### 番組
- KBS京都『京都ふらり〜』※隔週担当
- BAYCOM「明日どこいこ」
- CS「宝塚クロニクル2009」

#### CM

##### テレビ
- マルハン
- 朝日新聞
- J:COM
- 三越伊勢丹ホールディングス
- 丸亀ボート赤帽
- H.I.S
- 衆議院議員総選挙
- 京都産業大学
- 京都タワーホテル
- 消費安全センター
- シエスタ21
- サンワカンパニー

##### ラジオ
- 大阪トヨタ自動車
- OBC交通安全
- レクサス
- SONY
- ラジオ関西
- 大阪弁護士会

#### その他
- 日光ホーム
- 日本着物協会
- クボタ
- 関西アーバン銀行
- アシックス
- 阪神高速道路ETC

#### ビデオパッケージ
- 住友金属工業
- パナソニック
- クオレ
- ゴルフパートナー
- キングファミリー
- 田辺三菱製薬
- VMware
- ヤンマー
- パイヤオ薬業
- ツアーバンクシステム
- オフテクス
- 日本石材
- NTTドコモ
- 表千家70周年ビデオ
- 日東精工70周年
- シオノギ製薬
- 三輝ブラスト
- 和知太鼓
- 田辺三菱製薬
- 渋川春海プラネタリウム
- 福知山市消防防災センター
- エコキュート
- ミズホ
- ヤンマー エコトラ
- 京セラ
- H.I.S
- パナソニック・ティグレ40周年記念DVD
- 消費生活講座
- 結婚式紹介ビデオ

#### 美術館・博物館音声ガイド
- 美の響演展（大阪国際美術館）
- 酒井抱一展
- 山口華楊展
- さいたま市大宮盆栽美術館
- クールベ展
- 江 姫たちの戦国ゆかりの京都を廻る
- 古代メキシコ オルメカ文明展
- 京都日本画の誕生
- 水木しげる妖怪図鑑
- 尾張徳川家名宝展
- クリムト 黄金の騎士をめぐる物語展
- 北斎漫画展

#### その他
- ひらかたパーク
- お化け屋敷
- 「哀川翔 俺たちのキャンプ」※DVD

### ゲーム
2000年
- アシュラバスター ETERNAL WARRIORS　※アーケード

2004年
- THE RUMBLE FISH（ヴィレン［Viren］）※アーケード、PS2

2005年
- THE RUMBLE FISH 2（ヴィレン［Viren］）※アーケード

### 公演
- コミックリーディングライブ マンガタリ
  - 第3号～スポ魂～（2012年9月30日、音太小屋）[4]
  - 第5号～タベル～（2013年6月16日、音太小屋）[4]

### その他
- 田辺三菱製薬セミナー　※影ナレーション
- 企業セミナー講師